# 清流街道 (滁州市)
清流街道，是中国安徽省滁州市琅琊区下辖的一个乡镇级行政单位。

## 行政区划
清流街道共辖以下地区：
紫薇西村社区、紫薇东村社区、三岔路社区、凤凰湖社区、新建社区、创业北路社区、来安路社区、宝塔松社区、白云巷社区、凤阳路社区、紫薇南路社区、湖心路社区、银花西区社区、银花东区社区、徐岗社区、红庙村、花园村、陡岗村。